# チャージアップ
チャージアップ（英: charge up）は、SEMあるいはESCAなどで絶縁体試料を測定している際、サンプルが帯電し適切な結果が得られなくなる現象のことである。
SEMでは、サンプルに電子線を照射して発生する2次電子を観測している。したがって、サンプル表面からは常に電子が失われ続けるため、徐々に正に帯電する。この電場の影響によって、像が白く浮き上がってみえてしまう。
ESCAでは、サンプルにX線を照射して発生する光電子を観測している。したがって、SEMの場合と同様に徐々にサンプルが正に帯電する。これにより仕事関数が大きくなるため、光電子の運動エネルギーが小さくなり、結果得られる結合エネルギーのスペクトルは高エネルギー側にシフトしてしまう。
チャージアップを防ぐには、サンプルに金を蒸着して電通をよくする、電子銃を利用して中和する、などの方法がある。